# Tigre-da-indochina
O tigre-da-indochina (nome científico: Panthera tigris tigris) também chamado de tigre-indochinês, é uma das 6 subespécies de tigres existentes atualmente. Ocorre no Myanmar, Tailândia, Laos, Vietnã, Camboja e sudeste da China. Os tigres da península da malásia, anteriormente classificados como sendo tigres indochineses, foram posteriormente considerados pertencentes como parte de outra subespécie separada, o tigre-malaio (Panthera tigris jacksoni).
Em 2017, no entanto, os tigres da Ásia continental, península da malásia e Indochina foram reclassificados como sendo pertencentes à subespécie tigre-de-bengala (P.t. tigris), devido ao seu relacionamento genético próximo.[carece de fontes?]
O tigre-da-indochina está listado como ameaçado na Lista vermelha da UICN, pois as populações diminuíram sériamente nos últimos anos, e se aproximam do limite para serem classificadas como “Criticamente em Perigo” com uma população estimada em 342 indivíduos em 2011. Atualmente a Tailândia possui a maior população de tigres da indochina com aproximadamente cerca de 189 a 252 animais, existem cerca de 85 indivíduos no Myanmar, apenas 20 no Vietnã e é considerado extinto no Camboja.

## Características

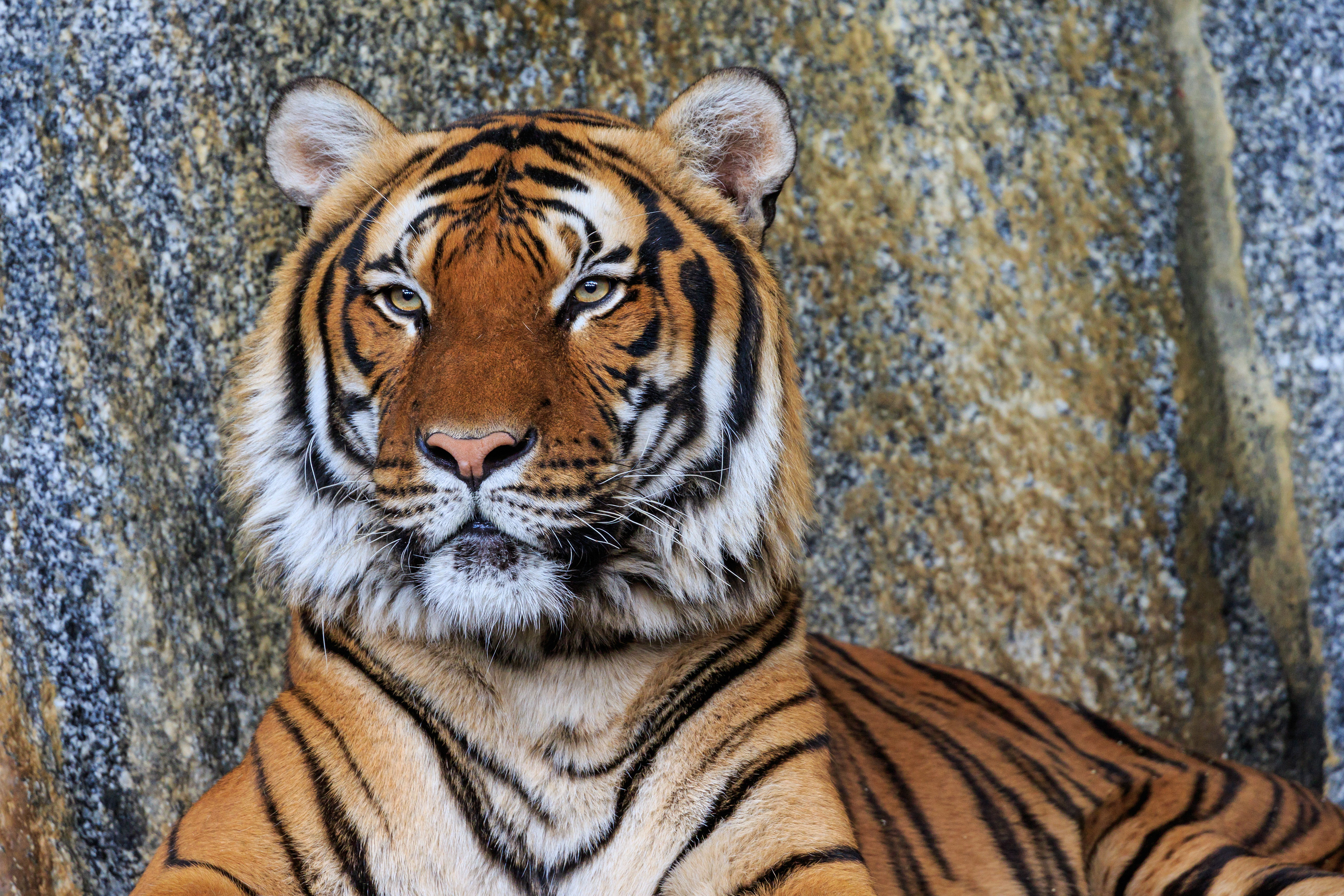
Tigre-indochinês no Friedrichsfelde zoo, Alemanha.

O tigre da Indochina é geralmente menor se comparado com o tigre de bengala ou o tigre siberiano, os machos tem entre 2,55 a 2,85 m de comprimento total (incluindo a cauda) e um peso que varia de 150 a 195 kg, as fêmeas geralmente menores possuem cerca de 2,30 a 2,55 m de comprimento total e pesam entre 100 a 130 kg. Estes pesos são respectivamente semelhantes ao de leões asiáticos machos e fêmeas.  
Quando comparado com outras subespécies de tigre, o tigre-da-Indochina é geralmente menor em estatura (cernelha). Outra distinção que os diferencia é suas listras mais estreitas e um laranja mais profundo e mais vibrante de sua pelagem, que é por vezes referida como dourada/ouro.

## Ecologia e comportamento
O tigre da indochina é um animal solitário. Devido ao seu comportamentos esquivo e evasivo, é difícil de ser estudado e observado na natureza, por isso pouco se sabe sobre o seu comportamento.Esses tigres se alimentam principalmente de ungulados de médio a grande porte, como o veado sambar, porcos selvagens, serows(Capricornis milneedwardsii maritimus) e grandes bovinos, como o gauro e o banteng.

## Distribuição geográfica

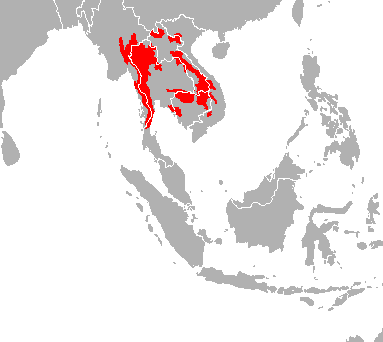
Mapa de distribuição da espécie

O tigre-da-Indochina se distribui pelo Sudeste Asiático, mais precisamente sudeste da China, Tailândia, Laos, Camboja, leste de Mianmar, Vietnã e norte da Malásia. Em algumas áreas de sua distribuição original está extinto, como por exemplo a região leste do Vietnã. 

## Principais ameaças
Os tigres da Indochina sofrem basicamente dos mesmos problemas que as outras subespécies de tigre:
- A destruição de seu habitat original para dar lugar a fazendas, cidades, indústrias, represas e pastagens para gado, o que ocasiona o isolamento das populações, dificultando assim a reprodução e contribuindo para a ocorrência de cruzamentos consanguíneos, os quais prejudicam geneticamente a espécie;
- A caça ilegal, seja para extrair seus órgãos e ossos para abastecer a medicina chinesa, por sua pele, por esporte ou em retaliação aos ataques contra o gado dos fazendeiros;
- Além disso ao longo do século XX enfrentou as várias guerras nas quais a região passou, dentre elas a Segunda Guerra Mundial, as guerras de independência e a Guerra do Vietnã.